# Бакунин, Александр Александрович
Алекса́ндр Алекса́ндрович Баку́нин (21 ноября (3 декабря) 1821 — 10 (23) марта 1908) — защитник Севастополя, участник сражений за свободу Италии, общественный деятель. Брат Михаила Бакунина, Павла Бакунина и Алексея Бакунина.

## Биография
Сын публициста Александра Михайловича Бакунина от его брака с Варварой Александровной Муравьевой. Родился в родовом поместье в Прямухине, крещен 23 ноября 1821 года в прямухинской церкви Покрова при восприемстве полковника Егора Максимовича Балтина и девицы Анны Петровны Полторацкой.
Студент юридического факультета Московского университета (1839—1843), который окончил со степенью кандидата. Профессор истории римского права в Ришельевском лицее в Одессе (1848—1849).
Женился (январь 1852) на Елизавете Васильевне Марковой-Виноградской, родной сестре второго мужа А. П. Керн. Супружеская жизнь Александра Бакунина продолжалась недолго — через четыре месяца после рождения сына Алексея (январь 1853) Елизавета Васильевна умерла от чахотки (май 1853).
В начале Крымской войны поступил на военную службу рядовым и участвовал в обороне Севастополя (1854—1855), был награждён Георгиевским знаком отличия. Был произведён в офицеры и вышел в отставку.
Для совершенствования в живописи уехал в Италию, где в это время происходили события, связанные с объединением Италии. Александр Бакунин поступил волонтёром в войска Джузеппе Гарибальди, где прослужил несколько лет.
Введение в России земства, нового суда и других реформ побудило Александра Бакунина возвратиться на родину. Вернувшись в Россию (1862), избирается гласным Новоторжского уездного земства и Тверского губернского земства (с 1865). С самого введения мирового института он был мировым судьёй в Новоторжском уезде.
Придерживался либеральных взглядов до конца своих дней, уже в восьмидесятилетнем возрасте став членом кадетской партии (с 1905). Бакунин участвовал в выборах в Государственную думу Российской империи I-го, II-го и III-го созывов, в качестве выборщика, но избран не был.